# Tom Peete Cross
Pour les articles homonymes, voir Tom Cross (homonymie) et Cross.
Tom Peete Cross (né le 8 décembre 1879 et mort le 25 décembre 1951 en Virginie) est un folkloriste et celtiste américain.

## Éducation et carrière
Cross fréquente le Collège de Hampden-Sidney (en) en Virginie, où il obtient son baccalauréat universitaire ès lettres (B.A.) en 1899. Il entre à l'université Harvard et obtient une maîtrise universitaire ès lettres (M.A.) en 1906, puis un doctorat en philosophie en 1909. Il étudie pendant une année à Dublin en Irlande, puis retourne aux États-Unis en 1910 pour devenir enseignant à Harvard. En 1911, il est nommé responsable du département d'anglais au collège de Sweet Briar. Il passe l'année suivante à l'université de Caroline du Nord, et en 1913 il obtient la chaire du département d'anglais et de littérature comparée à l'université de Chicago. Son collège d'origine de Hampden-Sidney lui décerne un doctorat honoraire en littérature en 1927. Il est aussi membre de la Modern Language Association et du Conseil Américain de l'Irish Texts Society (en). Il prend sa retraite en 1945.

## Œuvres
L'une des principales œuvres de Cross, publiée pour la première fois en 1919, s'intitule Liste d'ouvrages et d'articles, principalement bibliographiques, conçue comme une introduction à la bibliographie et aux méthodes de l'histoire littéraire anglaise. Elle a fait l'objet de nombreuses rééditions et a été renommée à partir de la 7e édition Guide bibliographique pour les études anglaises. Après la mort de Cross, cet ouvrage, complété par Donald F. Bond, a pris le titre de Guide de référence pour les études anglaises, . Il a aussi publié un grand nombre d'articles dans des périodiques, ainsi qu'une monographie sur les légendes arthuriennes.
L'œuvre majeure de Cross, le Motif-Index of Early Irish Literature (« Index des motifs de la littérature irlandaise primitive »), qu'il avait commencé à compiler plus de cinquante ans auparavant, inspiré par Fred N. Robinson, fut publiée en 1952 à titre posthume dans les Folklore Series de l'université de l'Indiana à Bloomington. Stith Thompson, qui avait rendu visite à Cross fin 1951, a rapporté qu'il avait travaillé littéralement jusqu'à son dernier jour à en relire et corriger les épreuves. Kenneth H. Jackson a fait l'éloge de son Index des motifs, qu'il a qualifié d'« extrêmement complet et utile ». Toutefois, William Sayers a critiqué cinquante ans plus tard ses limitations dues à ses « catégories conceptuelles originelles, dont des notions modernes [...] sont absentes ».

## Indications biographiques
Cross est né en 1879 dans l'ex-comté de Nansemond, en Virginie, de Thomas Hardy Cross et Eleanor Elizabeth Wright. Son père était planteur. Il avait un frère cadet, Hardy Cross (en), qui allait devenir célèbre dans le domaine de l'ingénierie des structures pour son développement de la méthode de distribution des moments (en). Son frère et lui ont tous deux fréquenté l'Académie de Norfolk. Tom Peete Cross a épousé Elizabeth Weathers Cross, qui lui a donné deux filles, Ellen Elizabeth Cross et Evelyn Douglas Cross. La première a épousé le musicologue Storm Bull in 1939, . À la fin de sa carrière, Cross s'est retiré dans une ferme à Aylett (Virginie) où il a terminé ses jours. Malgré les problèmes de santé qui l'ont affecté à la fin de sa vie, il a continué son travail sur l'Index des Motifs. Sa femme est décédée en 1957 à Boulder (Colorado).